# Harry Edwin Wood
| (715) Transvaalia  | 22. April 1911  |
| (758) Mancunia     | 18. Mai 1912    |
| (790) Pretoria     | 16. Januar 1912 |
| (982) Franklina    | 21. Mai 1922    |
| (1032) Pafuri      | 30. Mai 1924    |
| (1096) Reunerta    | 21. Juli 1928   |
| (1241) Dysona      | 4. März 1932    |
| (1305) Pongola     | 19. Juli 1928   |
| (1595) Tanga       | 19. Juni 1930   |
| (1663) van den Bos | 4. August 1926  |
| (2193) Jackson     | 18. Mai 1926    |
| (3300) McGlasson   | 10. Juli 1928   |

Harry Edwin Wood (* 3. Februar 1881 in Manchester, England; † 27. Februar 1946) war ein südafrikanischer Astronom.
Im Jahre 1906 wurde er zum Chefassistent des Transvaal Meteorological Observatory ernannt, welches bald begann Teleskope zu erwerben und als Union-Observatorium bekannt wurde. Er diente von 1928 bis 1941 als Direktor dieser Einrichtung und folgte in dieser Funktion Robert Innes nach. Wood war verheiratet, er hatte jedoch keine Kinder.
Von 1929 bis 1930 war er Präsident der Astronomical Society of South Africa. Wood entdeckte einige Asteroiden und zu seinen Ehren wurde er Asteroid (1660) Wood nach ihm benannt.